# Marcel Chyrzyński
Marcel Chyrzyński (ur. 26 listopada 1971 w Częstochowie) – polski kompozytor, dyrektor Krakowskiego Międzynarodowego Festiwalu Kompozytorów.

## Życiorys
W latach 1990–1995 studiował w Akademii Muzycznej w Krakowie — kompozycję u Marka Stachowskiego, instrumentację u Krzysztofa Pendereckiego oraz muzykę komputerową u Marka Chołoniewskiego i stypendystów Fundacji Fulbrighta: Richarda Boulangera, Cindy McTee i Rodneya Oaksa. Warsztat twórczy doskonalił podczas kursów kompozytorskich w Polsce i za granicą pod kierunkiem m.in.: Sylvano Bussottiego, C. Lefebvre’a, Jōji Yuasy, Bogusława Schaeffera, Lidii Zielińskiej oraz Hanny Kulenty. Od 1999 prowadzi klasę kompozycji i instrumentacji w Akademii Muzycznej w Krakowie. Utwory Chyrzyńskiego prezentowane były podczas wielu festiwali, m.in.: Śląskich Dni Muzyki Współczesnej w Katowicach (1994, 2000), Dni Muzyki Kompozytorów Krakowskich (1995-1999), Warszawskiej Jesieni (1996), Internationale Studienwoche für zeitgenössische Musik w Hamburgu (1995) oraz Florida International University Music Festival w Miami (2000), a także na koncercie muzyki polskiej i australijskiej w Sydney (1998) oraz na międzynarodowych targach Midem Classique 2000 w Cannes. W 2014 r. objął kierownictwo artystyczne nad festiwalem Dni Muzyki Kompozytorów Krakowskich (obecnie Krakowski Międzynarodowy Festiwal Kompozytorów).

## Nagrody i wyróżnienia
Jest laureatem I nagrody, m.in. 1994 III Ogólnopolskiego Konkursu Kompozytorskiego imienia A. Didura w Sanoku, 1997 Konkursu Młodych Kompozytorów imienia T. Bairda w Warszawie, 1996 otrzymał wyróżnienie w Konkursie Kompozytorskim Programu II Polskiego Radia w Warszawie (za Piece for Orchestra).

## Wybrane utwory
- Extended Perception of Echo na orkiestrę smyczkową (1992)
- In C na klarnet, altówkę (wiolonczelę) i fortepian (1996)
- Quasi Kwazi na klarnet solo (trzy części I 1994, II - 1997, III - 1998)
- ...similes esse bestiis na chór mieszany a cappella (1997)
- ForMS na wiolonczelę solo (2001)
- Concerto 2000  na klarnet i orkiestrę symfoniczną (2000)
- Ukiyo-e na orkiestrę smyczkową (2012)